# Felipe de Tassis y Acuña
Felipe de Tassis y Acuña (Valladolid, 1548 – Granada, 20 de junio de 1620), también llamado Felipe de Tarsis y Acuña, fue un eclesiástico español, arzobispo de Granada, obispo de Palencia y comisario general de Cruzada.

## Biografía
Hijo de Raimundo de Tassis, correo mayor de España y caballero de Santiago, y de Catalina de Acuña y Zúñiga, hija de los condes de Buendía. Hermano de Juan de Tassis y Acuña, que fue I conde de Villamediana y correo mayor de España, de Pedro de Tassis y Acuña, maestre de campo y veedor de la Armada, de Mariana de Tassis y Acuña, madre de famoso conde de Oñate, y de Ángela de Tassis y Acuña, casada con Luis de Guzmán, gentilhombre y primer caballerizo de la reina.
Estudió en Salamanca y Valladolid. Ordenado sacerdote de la orden de Santiago. Fue inquisidor en el Tribunal de Barcelona, en el de Valencia y en el de Granada. En 1600 fue elegido prior de Burgo de Osma y ese mismo año pasó a hacerse cargo del consejo de Cruzada como comisario general, puesto que ocupó durante ocho años. En 1608 fue nombrado obispo de Palencia. Durante su episcopado en la sede palentina edificó el convento de monjas Agustinas Recoletas. En 1616 fue promovido a arzobispo de Granada. Murió el 20 de junio de 1620.